# Laverton
Laverton è una città situata nella regione di Goldfields-Esperance, in Australia Occidentale; essa si trova 960 chilometri a est-nord-est di Perth ed è la sede della Contea di Laverton. Al censimento del 2006 contava 316 abitanti, poco meno della metà dei quali aborigeni.